# 山口市立平川小学校
山口市立平川小学校（やまぐちしりつ ひらかわしょうがっこう,英語: Yamaguchi City Hirakawa Elementary School）は、山口県山口市平井にある公立小学校。

## 概要
山口市の中心にある椹野川東岸に位置し、田園地域に囲まれ、校庭の側には九田川が流れている。また遺跡や古墳跡地に繋がっている。宅地開発や商業開発が進み、校区は文教地区で幼稚園・保育所・中学校・高校・大学がある。

## 校訓
- 「かしこく、やさしく、たくましく」

## 教育目標・理念
- 「夢を持ち瞳かがやく 平川っ子の育成〜人とのかかわりのなかで〜」

## 受賞歴
- 1973年（昭和48年）
  - 優良PTAとして、文部大臣表彰を受ける。
- 1976年（昭和51年）- 山口県PTA広報紙コンクール県教育長賞を受賞。
- 1984年（昭和59年）- 「よい歯の学校」県知事賞を受賞。
- 1990年（平成2年）- 山口県環境衛生優良校賞を受賞。
- 1994年（平成6年）- 第53回全国学校美術展・山口県教育委員会教育長賞を受賞。
- 1998年（平成10年）- NHK全国学校音楽コンクール山口県大会金賞を受賞。
- 2003年（平成15年）- 山口県PTA広報紙コンクール県教育長賞を4年連続受賞。 
  - 8月 - NHK全国学校音楽コンクール山口県大会金賞を受賞。
  - 9月 - NHK全国学校音楽コンクール中国ブロック大会にて銅賞、受賞。

## 沿革
- 1873年（明治6年）- 黒川村に、広沢寺・徳正寺を仮教場とした学校が発足。
- 1877年（明治10年）- 平井村に大道小学校が開校。
- 1904年（明治37年）- 平川尋常高等小学校が発足。
- 1941年（昭和16年）- 平川国民学校と改称。
- 1947年（昭和22年）- 山口市立平川小学校に改称。
- 1973年（昭和48年）- 開校100周年記念式典事業。記念碑を建立。
- 1990年（平成2年）- アメリカ・ノースカロライナ州より教育視察団、来校。
- 2004年（平成16年）- 開校130周年記念式典。
- 2005年（平成17年）- アメリカ・バーモント州教員団、来校。

## 通学区域
- 上平井、県営平井団地、古曽中原、西大畠、台、指出、平井西、馬木領、中野、平川中央団地、開作、馬木坂本、神郷、岡大塚、瀬利黒、岡小路、北小路、小出、河内、中村、西、西京、吉野、堂紺、平野、田屋島、福良、小原、こばら団地、平井住宅、吉田団地（A〜D）、大塚沖、黒川中央、閏、閏住宅[2]

## 著名な卒業生
- 石川佳純（卓球選手）